# Ferrari 500 Superfast
Der Ferrari 500 Superfast ist ein 1964 bis 1966 gebauter Sportwagen des italienischen Automobilherstellers Ferrari. Der auf dem Genfer Auto-Salon im Februar 1964 vorgestellte 500 Superfast war der Nachfolger des Ferrari 400 Superamerica.

## Geschichte

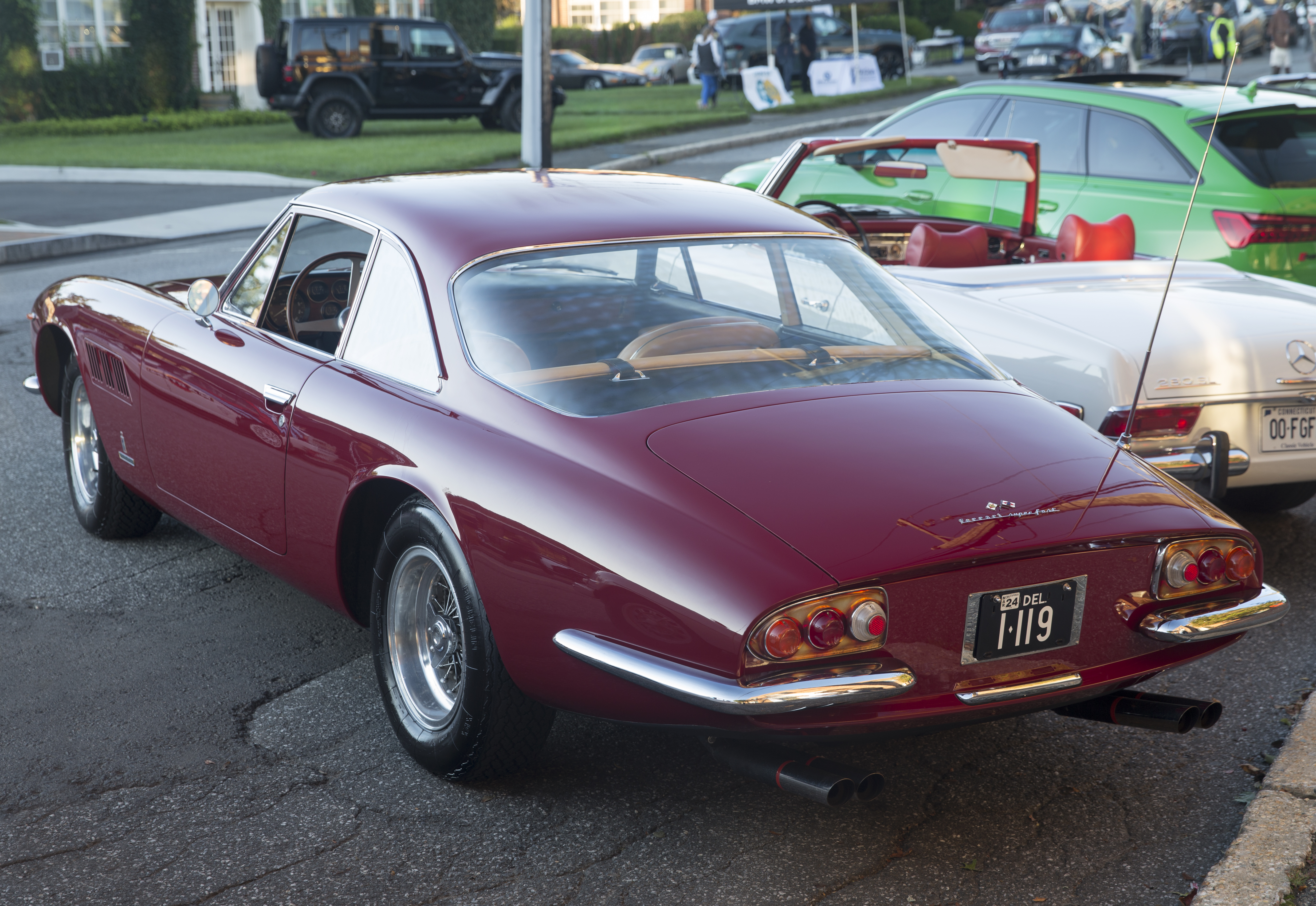
Heckansicht

Gegenüber dem Vorgänger 400 Superamerica wurde für den 500 Superfast der Radstand um 50 mm auf 2650 mm verlängert und die Aerodinamica-Coupé-Karosserie im Detail verfeinert, ausgehend von den Pininfarina-Stilstudien Superfast III und IV. Die Überarbeitung der Karosserie inklusive ihrer geringfügigen Verlängerung diente der Verringerung des Luftwiderstands, was entsprechend dem Beinamen Superfast in Verbindung mit einem leistungsstärkeren V-12-Zylindermotor eine bedeutende Steigerung der Höchstgeschwindigkeit herbeiführen sollte.
Eine Sonderstellung in der Ferrari-Geschichte nimmt der Fünfliter-SOHC-V12 des 500 Superfast ein, verband er doch die Bohrungs- und Hubmaße (88 × 68 mm) und den größeren Zylinderabstand des von Aurelio Lampredi konstruierten „großen“ Ferrari-V12, der erstmals im Ferrari 410 Superamerica verwendet worden war, mit konstruktiven Merkmalen des „kleinen“, von Gioacchino Colombo entwickelten Ferrari-V12-Motors, wie er zu jener Zeit in Ferrari 250 und Ferrari 330 verwendet wurde. Die Maschine mit einem Hubraum von 4963 cm³ leistete 294 kW (400 PS) bei 6500/min und beschleunigte das Auto auf ca. 280 km/h.
Bis 1966 entstanden 36 Exemplare, davon acht mit Rechtslenkung, die allesamt Coupés waren.
Mit dem 500 Superfast endete die 1952 mit dem 342 America begonnene Ferrari-Entwicklungslinie der besonders teuren und hubraumstarken, primär für die USA konzipierten Sondermodelle. Der mit einem kleineren Motor ausgestattete 365 California Spyder trat ab 1966 vorübergehend an die Stelle des 500 Superfast.

## Technische Daten
| Technische Daten Ferrari 500 Superfast |                                                                                   |
| Ferrari                                | 500 Superfast                                                                     |
| Motor:                                 | 12-Zylinder-V-Motor (Viertakt), Gabelwinkel 60°, vorne längs, flüssigkeitsgekühlt |
| Motortyp:                              | n. a.                                                                             |
| Hubraum:                               | 4963 cm³                                                                          |
| Bohrung × Hub:                         | 88 × 68 mm                                                                        |
| Leistung bei 1/min:                    | 294 kW (400 PS) bei 6500                                                          |
| Max. Drehmoment bei 1/min:             | 475 Nm bei 4750                                                                   |
| Verdichtung:                           | 8,8:1                                                                             |
| Gemischaufbereitung:                   | 6 Fallstrom-Doppelvergaser Weber 40DCN3                                           |
| Ventilsteuerung:                       | DOHC, Antrieb über Kette                                                          |
| Kühlung:                               | Wasserkühlung                                                                     |
| Getriebe:                              | 5-Gang-Getriebe Hinterradantrieb                                                  |
| Radaufhängung vorn:                    | Doppelquerlenkerachse, Schraubenfedern                                            |
| Radaufhängung hinten:                  | Starrachse, halbelliptische Blattfedern                                           |
| Bremsen:                               | Dunlop-Scheibenbremsen rundum, Servo                                              |
| Lenkung:                               | Schnecke und Rolle                                                                |
| Karosserie:                            | Aluminium auf Rohrrahmenchassis                                                   |
| Spurweite vorn/hinten:                 | 1400/1390 mm                                                                      |
| Radstand:                              | 2650 mm                                                                           |
| Abmessungen:                           | 4820 × 1780 × 1280 mm                                                             |
| Leergewicht:                           | 1400 kg                                                                           |
| Höchstgeschwindigkeit:                 | 280 km/h                                                                          |
| 0–100 km/h:                            | nicht angegeben                                                                   |
| Verbrauch (Liter/100 Kilometer):       | ca. 24–26 S                                                                       |
| Preis:                                 | ca. DM 90.000 (1965)                                                              |